# Vickers .50
Vickers .50 byl těžký kulomet, který vznikl roku 1926 ve Velké Británii zvětšením ráže původního 7,7mm kulometu Vickers .303. Nový kulomet měl ráži 12,7 mm a hlaveň délky 62 ráží. Zbraň byla poháněna zákluzem hlavně. Používal náboj 12,7 × 81 mm, který byl méně výkonný, než přibližně tou dobou zavedený americký .50 BMG.
Kulomet existoval v pozemní, letecké (nezavedena) a námořní verzi, přičemž nejpočetnější byla právě námořní verze Mark III pro Royal Navy, které bylo vyrobeno 12 500 kusů. Čtyřhlavňová Mark III byla hlavní protiletadlovou zbraní krátkého dosahu na lodích Royal Navy na počátku druhé světové války.
V japonském císařském námořnictvu byl přijat do služby jako 12mm kulomet typu HI.

## Verze

### Mark I
První vývojový model.

### Mark II, IV a V
Mark II, IV a V byly verze používané britskou armádou v tancích a bojových vozidlech. Mark II s kadencí 450 ran za minutu byl přijat do služby v roce 1933 a instalován na několik britských tanků. Mark IV měl kadenci zvýšenou na 600 ran za minutu. Obou verzí bylo celkem vyrobeno něco málo přes sto kusů. Nejpočetnější pozemní variantou byla Mark V, které bylo vyrobeno více než 1000 kusů.

### Mark III

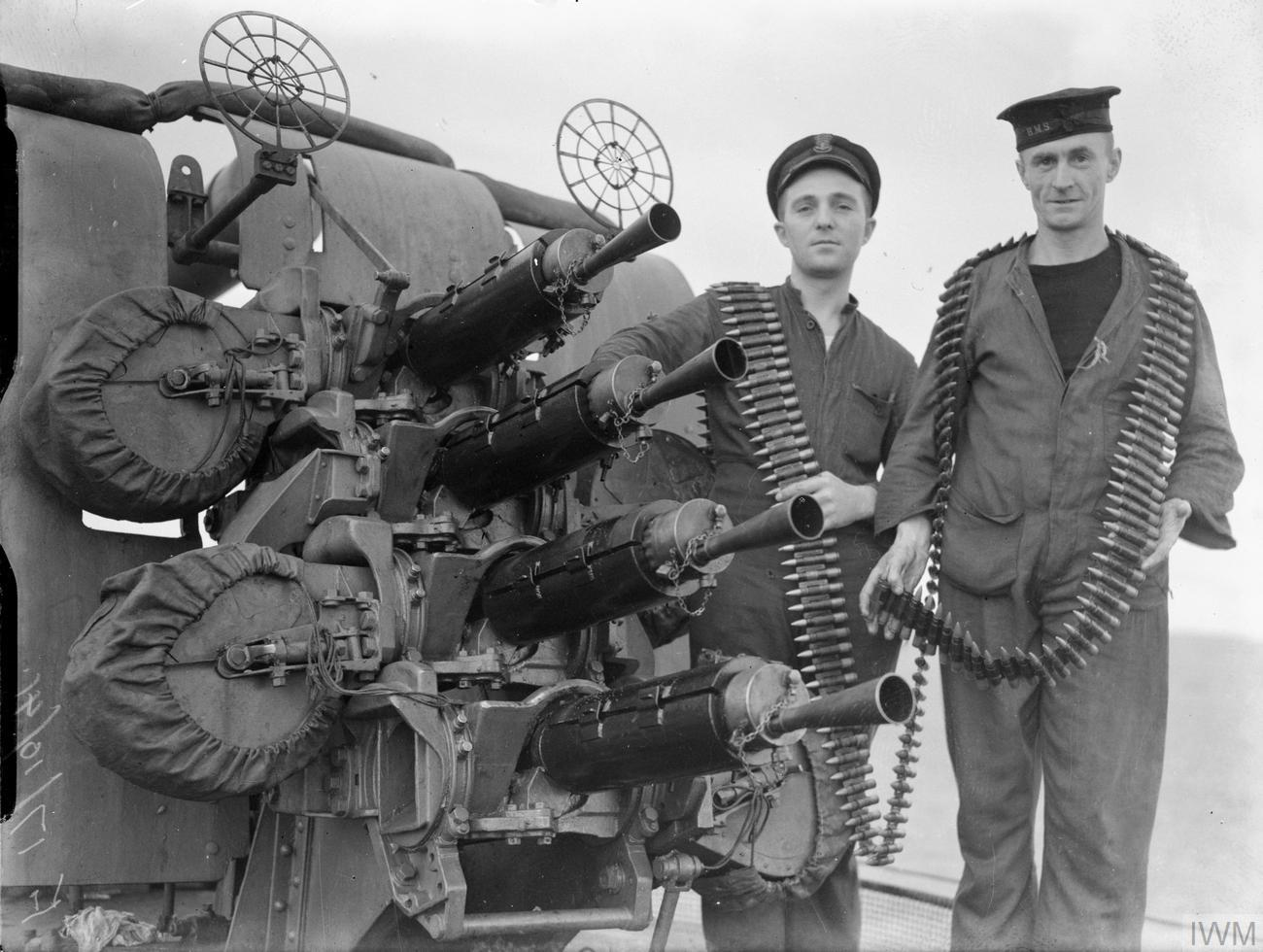
Obsluha u čtyřhlavňové lafetace se štítem na těžkém křižníku HMS London

Mark III představoval námořní verzi s teoretickou kadencí zvýšenou až na 700 ran za minutu. Čtyřhlavňová, manuálně ovládaná lafetace měla čtyři kulomety nad sebou, přičemž buben s náboji pro první a třetí kulomet (počítáno odspodu) byly nalevo a druhý a čtvrtý kulomet měly zásobník napravo. Každý buben obsahoval 200 nábojů, což stačilo na přibližně 17s dávku. Všechny čtyři zásobníky mohly být vyměněny během 30 sekund.
Na počátku války jej Royal Navy používala jako hlavní protiletadlovou zbraň krátkého dosahu. Kvůli nedostatečnému výkonu proti moderním celokovovým letounům jej ale během války nahradily 20mm kanóny Oerlikon.
Na torpédových člunech a jiných malých jednotkách se v pozdější fázi války používaly hydraulicky ovládané dvouhlavňové lafetace Mark V a Mark VC.